# Gornje Lopiže
Gornje Lopiže (Servisch cyrillisch Горње Лопиже) is een plaats in de Servische gemeente Sjenica. De plaats telt 57 inwoners (2002).